# Barba (obwód homelski)
Barba (biał. Барба, Barba; ros. Борьба, Borʹba, hist. pol. Romanowo, Romanow)  – dawna wieś na Białorusi, w obwodzie homelskim, w rejonie wieteckim.
W wyniku katastrofy w elektrowni jądrowej w Czarnobylu i skażenia promieniotwórczego mieszkańcy wsi zostali przesiedleni.
Wieś została oficjalnie zlikwidowana w 2011 roku.